# Villedieu-sur-Indre
Villedieu-sur-Indre là một xã ở tỉnh Indre ở miền trung nước Pháp. Xã này có diện tích 57,77 km², dân số năm 1999 là 2340 người. Khu vực này có độ cao trung bình 126 mét trên mực nước biển.